# Bear Paw Mountains
De Bear Paw Mountains (ook wel Bear's Paw / Bearpaws Mountains) vormen een geïsoleerd berggebied in het noorden van de Amerikaanse staat Montana. Het hoogste punt is de top van Baldy Mountain (2.108 meter).

## Geschiedenis
Volgens de mondelinge overlevering van de plaatselijke Indianen zou het gebied zijn naam hebben gekregen nadat een jager aangevallen werd door een beer, die vervolgens door de Grote Geest met een bliksemstraal gedood werd.
Opperhoofd Joseph van de Nez Percé gaf zich in dit gebied over na de Slag van Bear Paw in september/oktober 1877.